# C (programmeringssprog)
 For alternative betydninger, se C (flertydig). (Se også artikler, som begynder med C)
C er navnet på et imperativt programmeringssprog udviklet af Dennis Ritchie. C er et meget udbredt programmeringssprog der har sine rødder i UNIX-verden. Størstedelen af UNIX er skrevet i C. C startede sit liv netop til udvikling af UNIX, og var i starten blot en videreudvikling af sproget B (udviklet af Ken Thompson), og derfor kaldte man det C. Både B og C var inspireret af sproget BCPL udviklet af Martin Richards ved Cambridge University, England.
Oprindelig var C et sprog der tillod brugeren meget store frihedsgrader; egentlig en slags struktureret assemblerkode, der fokuserede på at skrive programmer der var lettere at læse og vedligeholde end assemblerkode, men samtidig kørte så hurtigt som muligt. Problemet med tidlig C var at det var "nemt" at skrive programmer der fik computere til at gå i baglås, hvilket gjorde C mindre egnet end for eksempel Pascal, til at udvikle andet end systemprogrammel.

## C-standarder

### K&R C
I 1978 udkom bogen The C Programming Language af Dennis Ritchie og Brian Kernighan. Den version af C, som bogen beskriver, blev gennem mange år en de facto-standard som kaldes K&R C.

### ANSI C
I 1983 begyndte den nationale standardiseringorganisation i USA, ANSI, at arbejde på en standard for C. Deres arbejde blev afsluttet i 1989 med udgivelsen af ANSI C.

### C90
ANSI C blev (med nogle små ændringer) gjort til en international standard af ISO i 1990 med navnet ISO/IEC 9899:1990, normalt kaldt C90.

### C99
ISO kom med mindre ændringer i 1995, og en ny standard med mere gennemgribende ændringer i 1999. Den nyere standard (ISO 9899:1999) kaldes C99.

### C11
I 2007 begyndte arbejdet med en ny C standard. Den blev uformelt kaldt C1X indtil dens officielle udgivelse i 2011.

### C17
Udgivet i juni 2018. C17 er den nuværende standard for programmeringssproget C.

### C23
C23 er det uformelle navn for den næste standard for C. Den forventes udgivet i 2024

## "Hello, world"-program
Det Hello world-program som var i den første udgave af bogen The C Programming Language har dannet model for et introducerende program i mange lærebøger om programming uanset programmeringssproget. Programmet udskriver teksten "hello, world" til standard uddata-enheden som for eksempel kan være en terminal eller en skærm.
Den originale version var:
```
main
()

{

    
printf
(
"hello, world
\n
"
);

}

```

Et "hello, world"-program som lever op til den nuværende standard for C er:
```
#include
 
<stdio.h>

int
 
main
(
void
)

{

    
printf
(
"hello, world
\n
"
);

}

```

## Beskrivelse
Programmeringssproget C er velkendt som et grundlæggende simpelt sprog, der dog oftest er komplekst at udvikle applikationer i. Sproget består af muligheden for definition af structures, pointere, simple datatyper og arrays. Modsat andre programmeringssprog såsom Java og C# har C ikke fejlhåndtering indbygget i sproget.